# Església parroquial Nostra Senyora del Carme de l'Eliana
L'Església parroquial Nostra senyora del Carme de l'Eliana és una església d'estil neogòtic situada al municipi de L'Eliana.
L'edifici té una planta rectangular, amb una sola nau amb capelles als laterals, d'estil neogòtic. Hi ha una torre campanar adossada amb façana dins del rectangle de la planta.
L'arquitecte fou José Camaña Laymón i el mestre d'obres José Roig, de Bétera.
Actualment el nivell de protecció de l'edifici és de Bé de Rellevància Local.

## Campanes
Campanes
- Santíssim Crist del Consol, 1928
- Crist del Consol, 1958
- Ave Maria, 1978
- L'Eliana, 1978
- Encarnació, 2003